# Yendi Phillipps
Yendi Philips (Kingston, 8 settembre 1985) è una modella giamaicana, incoronata Miss Mondo Giamaica nel 2007 e Miss Universo Giamaica nel 2010.
È di origini africane ed indogiamaicane.

## Carriera
Grazie alla vittoria di tali titoli, la Phillips ha avuto la possibilità di partecipare, rispettivamente, a Miss Mondo 2007, dove si è classificata fra le sedici semifinaliste, ed a Miss Universo 2010, dove si è classificata al secondo posto, dietro la vincitrice, la messicana Jimena Navarrete.
Il secondo posto di Yendi Phillips a Miss Universo ha segnato il miglior traguardo raggiunto dalla Giamaica in tutta la storia di Miss Universo.